# Xylocopa lucbanensis
Xylocopa lucbanensis är en biart som först beskrevs av Cockerell 1927.  Xylocopa lucbanensis ingår i släktet snickarbin, och familjen långtungebin. Inga underarter finns listade i Catalogue of Life.